# Wim Sonneveld

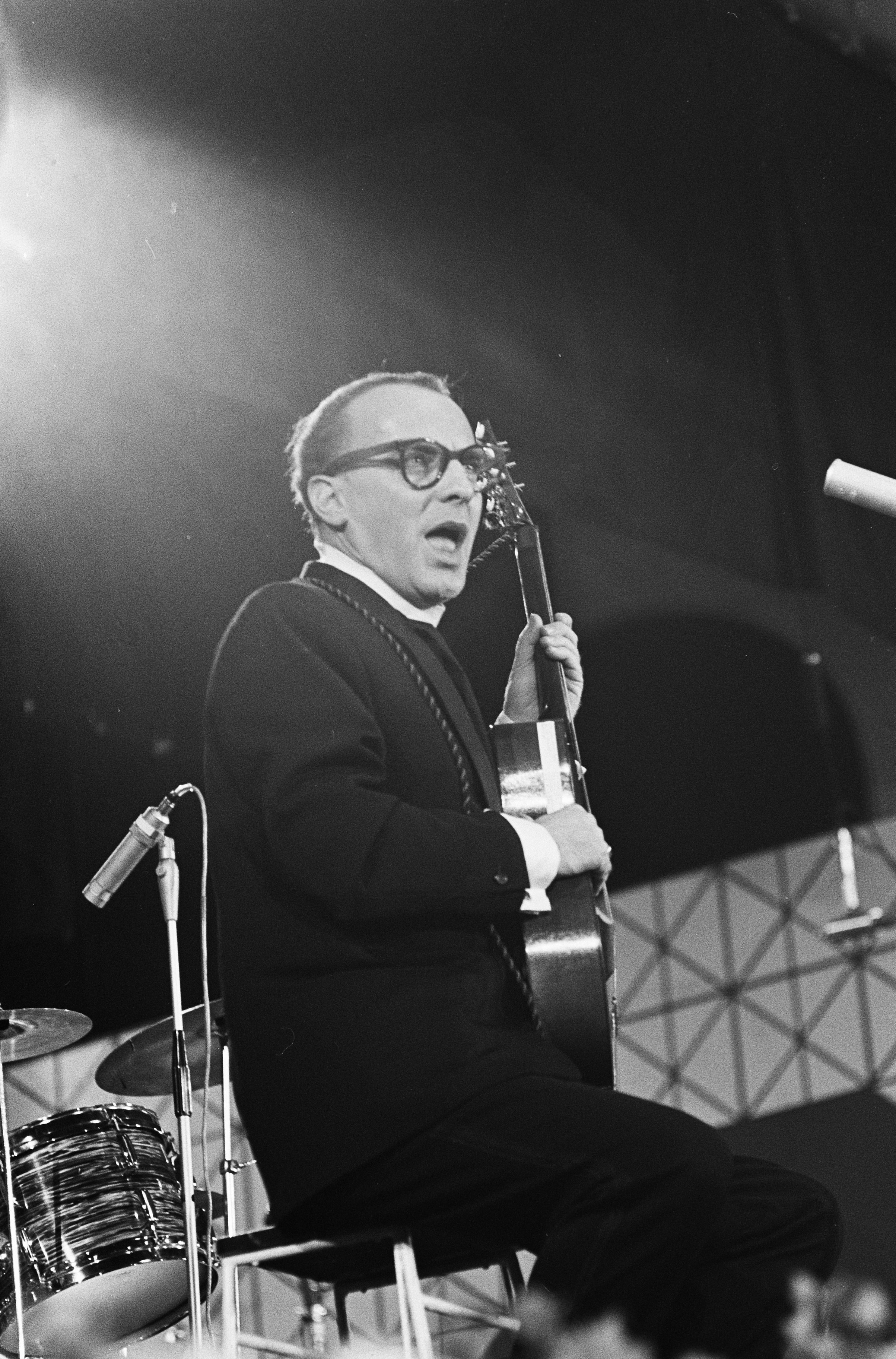
Wim Sonneveld als Frater Venantius (1963)

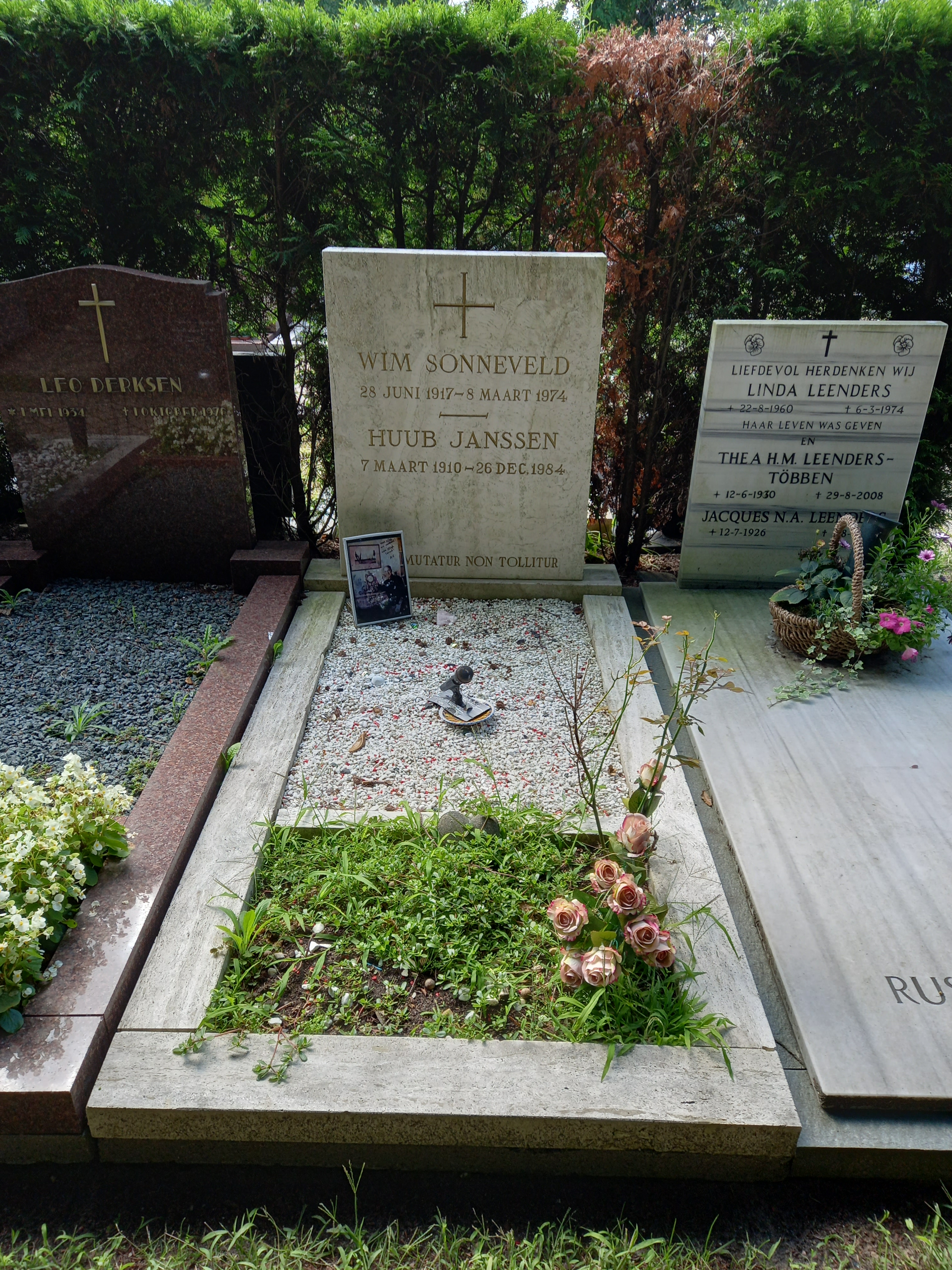
Das Grab von Wim Sonneveld auf dem katholischen Friedhof Buitenveldert in Amsterdam

Willem (Wim) Sonneveld (* 28. Juni 1917 in Utrecht; † 8. März 1974 in Amsterdam) war ein niederländischer Kabarettist und Sänger. Zusammen mit Toon Hermans und Wim Kan zählt man ihn zu den Großen Drei des niederländischen Kabaretts.

## Biographie
Willem Sonneveld hatte vier Geschwister und wurde protestantisch erzogen; seine Familie betrieb einen Lebensmittelladen. Seine Mutter starb, als er fünf Jahre alt war und er wurde vorrangig von seinen beiden älteren Schwestern erzogen. Von September 1929 bis Juli 1932 besuchte er die Tagesschule für Handel und Verwaltung in Utrecht; anschließend arbeitete er als Angestellter in einer Keksfabrik, dann als Bürokaufmann bei der GGD in Utrecht und schließlich bis Anfang 1936 bei einem Verlag. Die Entdeckung, dass er homosexuell war, machte ihn – in der damaligen Gesellschaft – „zu einem einsamen, missverstandenen Menschen“.
1923 sang Sonneveld mit einer Amateurgruppe und 1934 trat er gemeinsam mit Fons Goossens auf. Seine ersten richtigen schauspielerischen Erfahrungen machte Sonneveld 1936 in der Hollandsche Schouwburg anlässlich des 20-jährigen Bestehens der römisch-katholischen Vereinigung „Hulp in de huishouding“. Im September 1936 startete Sonneveld gemeinsam mit Huub Janssen das Kabarettensemble „De Rarekiek“ und arbeitete auch in Frankreich. Nach Ausbruch des Zweiten Weltkriegs kehrte er in die Niederlande zurück und spielte in Revue-Rollen. Seine 1943 gegründete Gruppe Cabaret Wim Sonneveld bestand bis 1959. Ab 1952 betrieb er gemeinsam mit zwei Kollegen das Theater De La Mar, das mit der Premiere von Het meisje met de grote voeten eröffnet wurde.
1947 ließ sich Sonneveld katholisch taufen. Davon hatte ihn sein damaliger Lebensgefährte Huub Janssen überzeugt. Später war er mit dem Journalisten Friso Wiegersma liiert; zeitweise lebten die drei Männer zusammen.
Der vielseitige Entertainer spielte in My Fair Lady den Professor Higgins (1960–1962), tourte solo und trat auch im Fernsehen auf. Sonneveld spielte und sang Stücke von bekannten Autoren wie Annie M. G. Schmidt und Simon Carmiggelt. Zu seinen Sketchpartnern gehörte Conny Stuart. Mit seiner Figur Frater Venantius schrieb er niederländische Kabarettgeschichte: Der etwas alberne „singende Frater uit Schin op Geul“, der über Weisheiten der Schöpfung philosophierte und über das Klosterleben berichtete, eckte er bei vielen Katholiken an; Sonneveld erhielt Tausende Briefe mit Drohungen und Beleidigungen.
1974 erlitt Sonneveld einen Herzinfarkt und verstarb einige Tage später in einem Krankenhaus in Amsterdam.
Seit 1988 wird jährlich ein nach ihm benannter Kleinkunstpreis verliehen.

## Diskografie

### Alben
| Jahr | Titel                                                      | Höchstplatzierung, Gesamtwochen, AuszeichnungChartsChartplatzierungen (Jahr, Titel, Platzierungen, Wochen, Auszeichnungen, Anmerkungen) | Anmerkungen |
| Jahr | Titel                                                      | NL | Anmerkungen |
| ---- | ---------------------------------------------------------- | --- | ----------- |
| 1974 | Willem Duys’ muziek-mozaïek-10 maart 1974                  | NL1 (10 Wo.)NL |             |
| 1974 | Story presenteert: De beste van...                         | NL4 (7 Wo.)NL |             |
| 1979 | Het Beste van Wim Sonneveld                                | NL8 (21 Wo.)NL |             |
| 1985 | ’n herinnering aan                                         | NL38 (11 Wo.)NL |             |
| 1994 | Haal het doek maar op - Hoogtepunten uit zijn theatershows | NL41 (6 Wo.)NL |             |
| 1999 | Wim Sonneveld voor altijd                                  | NL33 (9 Wo.)NL |             |
| 2010 | Zijn 100 beste liedjes van A tot Z                         | NL50 (2 Wo.)NL |             |
| 2015 | Op de plaat - De complete reeks                            | NL46 (1 Wo.)NL |             |

### Singles
| Jahr | Titel Album                         | Höchstplatzierung, Gesamtwochen, AuszeichnungChartsChartplatzierungen (Jahr, Titel, Album, Platzierungen, Wochen, Auszeichnungen, Anmerkungen) | Anmerkungen                                                               |
| Jahr | Titel Album                         | NL | Anmerkungen                                                               |
| ---- | ----------------------------------- | --- | ------------------------------------------------------------------------- |
| 1965 | Frater Venantius                    | NL10 (15 Wo.)NL |                                                                           |
| 1966 | Tearoom-Tango (Je hebt me belazerd) | NL11 (12 Wo.)NL |                                                                           |
| 1968 | De Kat Van Ome Willem               | NL2 (10 Wo.)NL | mit Hetty Blok, Leen Jongewaard, De Jonkies & orkest o.l.v. Harry Bannink |
| 1968 | In Een Rijtuigje                    | NL12 (6 Wo.)NL | mit Leen Jongewaard                                                       |
| 1974 | Het Dorp                            | NL27 (5 Wo.)NL |                                                                           |